# Savile Row

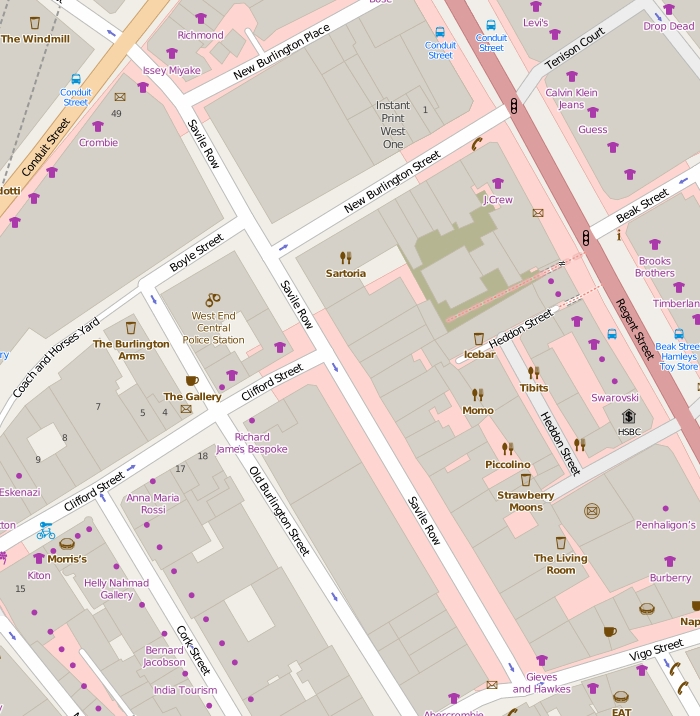
Mapa de los alrededores de Savile Row

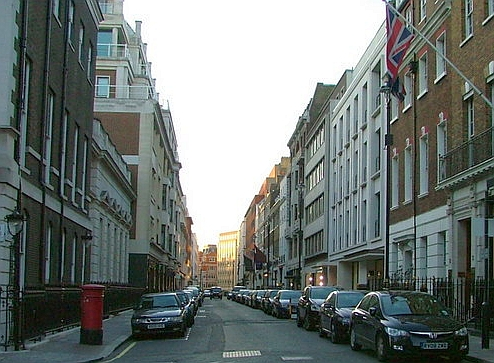
Savile Row desde Burlington Gardens

Savile Row (AFI: [ˌsæ.vɪl ˈroʊ]) es una calle situada en Mayfair, Londres. Conocida principalmente por su tradicional sastrería a medida para hombres, la calle ha tenido una historia variada a lo largo de la cual ha alojado la sede de la Royal Geographical Society en el número 1, desde donde se planificaron varias exploraciones británicas a África y al Polo Sur; y más recientemente, la oficina de Apple de The Beatles en el 3 de Savile Row, en cuya azotea se realizó la última actuación en directo de la banda.
Llamada originalmente Savile Street, fue construida entre 1731 y 1735 como parte de la urbanización del Burlington Estate. Fue diseñada bajo la influencia de la interpretación de Burlington de la arquitectura palladiana, conocida como burlingtoniana. Parece que Henry Flitcroft fue su arquitecto principal, bajo la supervisión de Daniel Garrett, aunque los números 1 y 22–23 fueron diseñados por William Kent. Inicialmente, la calle fue ocupada principalmente por oficiales militares y sus esposas; posteriormente residieron allí William Pitt el Joven y el dramaturgo y parlamentario irlandés Richard Brinsley Sheridan.
Los sastres empezaron a abrir negocios en la zona a finales del siglo XVIII, primero en Cork Street, en torno a 1790, y después en la propia Savile Row, en torno a 1803. En 1846, Henry Poole, considerado el creador del esmoquin, abrió una entrada desde Savile Row a su sastrería en Old Burlington Street. En 1969, la empresa Nutters of Savile Row modernizó el estilo de la tradicional sastrería de Savile Row, una modernización que continuó en la década de 1990 con el New Bespoke Movement («nuevo movimiento de sastrería a medida»), en el que participaron los diseñadores Richard James, Ozwald Boateng y Timothy Everest. Se cree que el término inglés bespoke («a medida») aplicado a la sastrería se originó en Savile Row.

## Localización
Savile Row discurre en paralelo a Regent Street entre Conduit Street en el extremo norte y Vigo Street en el extremo sur. Sus calles laterales son New Burlington Place, New Burlington Street, Boyle Street y Clifford Street.

## Propiedad
El freehold es propiedad del Pollen Estate, que trabaja en colaboración con el Consejo de Westminster para proteger el patrimonio cultural de la calle bajo la Savile Row Special Policy Area. A fecha de agosto de 2014, el Fondo de Pensiones del Gobierno de Noruega, el fondo soberano de inversión más grande del mundo, había adquirido un 57,8 % de la propiedad del Pollen Estate, que incluye propiedades en Mayfair, entre las cuales está Savile Row.

## Historia

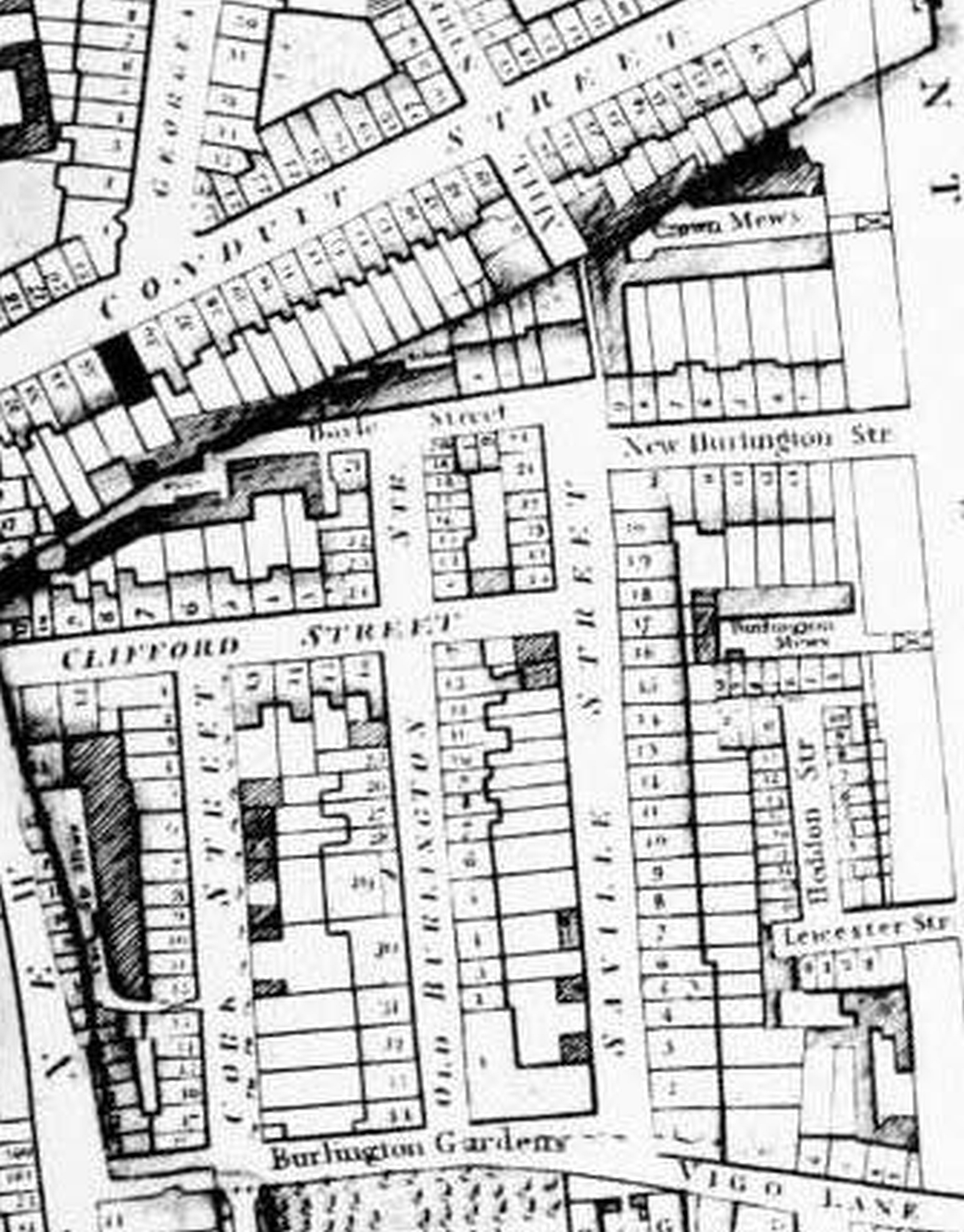
Savile Row (entonces llamada Saville Street) en el mapa de Richard Horwood de Londres de 1819

La primera casa en la que sería Savile Row era «una buena casa con terreno», construida en 1674 en la parcela del actual número 1, y ocupada por una serie de nobles hasta que fue demolida en 1730 en preparación para la construcción de las casas del lado este de Savile Row en 1731. Savile Row fue construida entre 1731 y 1735 como parte de la urbanización del Burlington Estate, en un terreno conocido como Ten Acres («diez acres») propiedad de un sastre y comerciante, William Maddox, y está dedicada a Lady Dorothy Savile, esposa de Richard Boyle, tercer conde de Burlington. Las tierras de Maddox contenían principalmente frutales y otros árboles, y cubrían lo que sería Savile Row y las calles que la rodean, algunas de las cuales son todavía propiedad de sus descendientes, como el Pollen Estate. Cuando fue urbanizada inicialmente, con el nombre de Saville Street, empezaba en los Burlington Gardens (entonces Vigo Lane) y terminaba en Boyle Street, y solo tenía casas en el lado este, pero en el siglo XIX también se construyeron casas en el lado oeste.

### Siglo XIX
Inicialmente, la calle fue ocupada por oficiales militares y sus esposas, junto con políticos: William Pitt el Joven escribió cartas desde la calle cuando se llamaba Savile Street; el dramaturgo y parlamentario irlandés Richard Brinsley Sheridan vivió en el 14 de Savile Row durante poco tiempo, antes de su muerte en el 7 de Savile Row en 1816. Julio Verne hizo que Phileas Fogg, el protagonista de La vuelta al mundo en ochenta días, viviera en el 7 de Savile Row, una «dirección elegante», además de ser «la antigua casa de Sheridan». Puede que fuera la condición rica e influyente de los residentes de Savile Row lo que atrajo en primer lugar a los vendedores de bienes de lujo a la zona.
Los sastres empezaron a ocupar locales alrededor de Savile Row a finales del siglo XVIII, primero en Cork Street en torno a 1790, y posteriormente en torno a 1803 en la propia Savile Row. En 1846, Henry Poole, considerado el creador del esmoquin, abrió una entrada en el 37 de Savile Row desde sus instalaciones en el 4 Old Burlington Street, que había heredado de su padre. Al trasladarse sastrerías a la calle, las fachadas de las casas fueron alteradas para permitir que entrara luz natural a la zona de trabajo de los sastres: se realizaron fachadas de cristal y patios de luces. Las casas han sido alteradas en gran medida con el paso del tiempo; el diseño original burlingtoniano prácticamente se ha perdido, aunque el número 14 todavía conserva gran parte de los elementos exteriores originales. En la calle tenía Michael Bryan su galería de arte en el siglo XIX.

### Royal Geographical Society
La Royal Geographical Society ocupó el número 1 desde 1870 hasta 1912, desde donde se planificaron varias exploraciones británicas a lugares como Asia, África y el polo sur; y, según la sociedad, la calle «se asoció con aventuras y viajes». David Livingstone fue expuesto en la sede de la sociedad antes de ser enterrado en la Abadía de Westminster. En 1871, poco después de que la Royal Geographical Society se trasladara a Savile Row, hizo lo propio el Savile Club, un club de caballeros fundado en 1868 con el nombre de New Club, que ocupaba originalmente habitaciones con vistas de Trafalgar Square; cambió a su nombre actual durante su estancia en el 12 de Savile Row, adonde se había trasladado en 1871, manteniendo este nombre cuando se trasladó en 1882 a Piccadilly.

### SigloXX

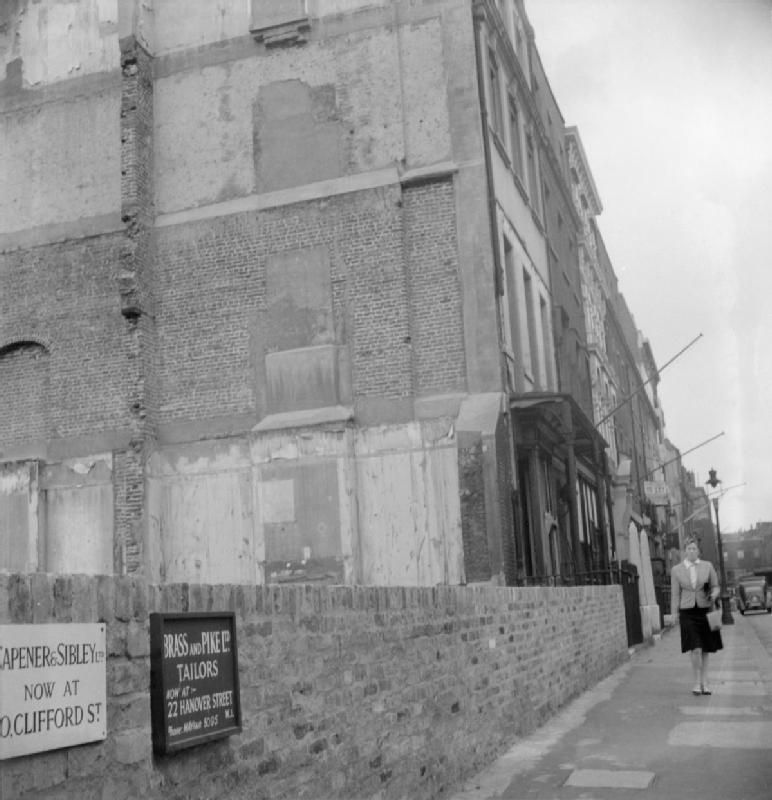
Daños producidos por las bombas en Savile Row (1944)

Savile Row se prolongó hasta Conduit Street entre 1937 y 1938, y en 1939 se construyó la comisaría de la Policía Metropolitana en la esquina de Savile Row con Boyle Street. Esta comisaría fue dañada en un bombardeo alemán en septiembre de 1940, durante el cual también se destruyó el edificio situado enfrente, en el número 21a, tal como lo había sido el número 7 anteriormente en ese mismo mes. Entre 1949 y 1950 se construyó en el 23 de Savile Row la Fortress House, un edificio de oficinas de ocho plantas revestido con piedra de Pórtland, que albergó una serie de ministerios del Gobierno, tras un largo período de ocupación por English Heritage hasta 2006. Fue demolido en 2009 y sustituido por un nuevo desarrollo de uso mixto diseñado por Eric Parry Architects.

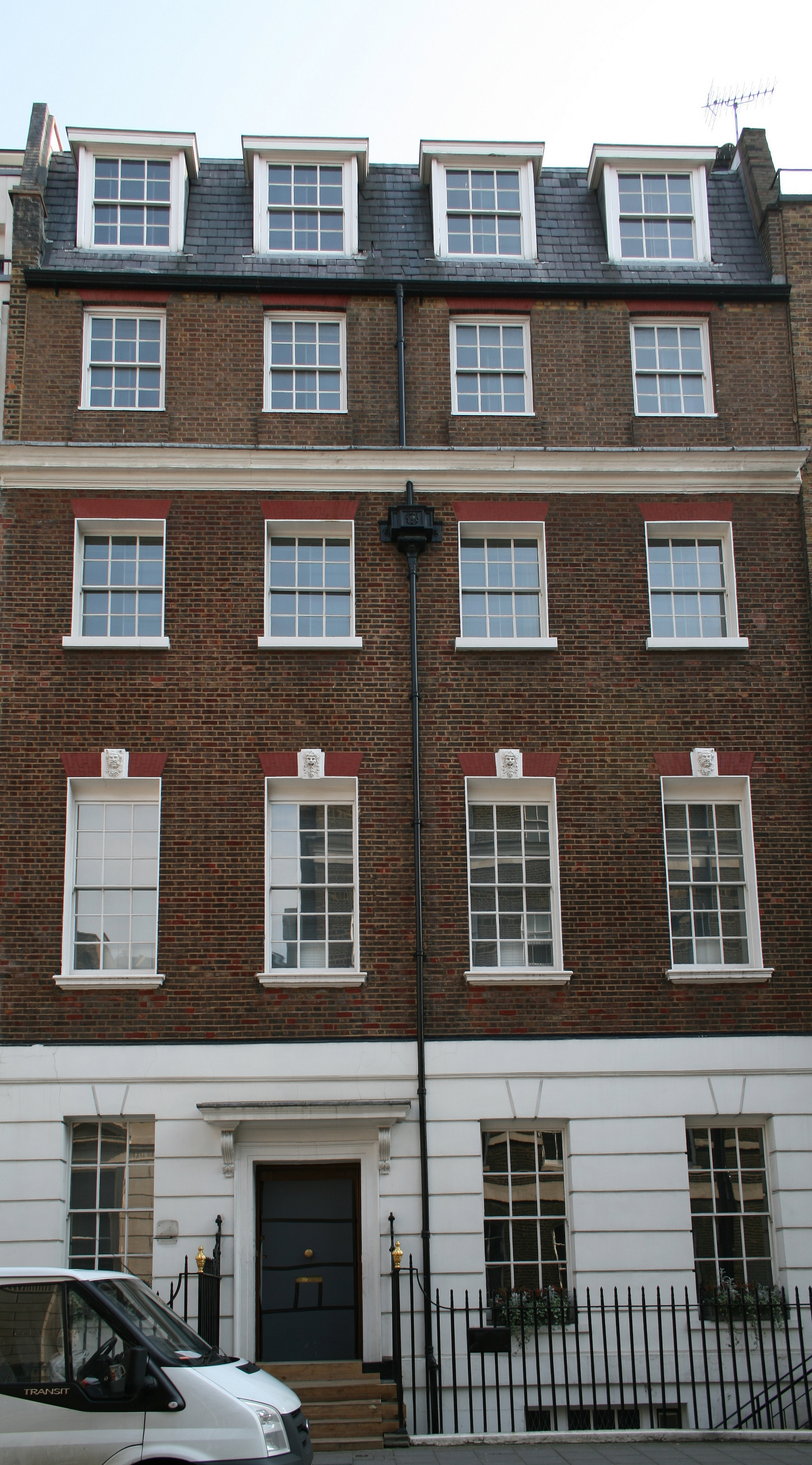
3 de Savile Row, edificio que albergó las oficinas de Apple de los Beatles

En julio de 1968, The Beatles trasladaron Apple Corps, su corporación multimedia, al 3 de Savile Row. Se construyó un estudio en el sótano; aunque fue mal diseñado, los Beatles grabaron allí Let It Be antes de que se construyera un nuevo estudio en 1971 con un coste estimado de 1,5 millones de dólares. Varios artistas, incluidos Badfinger, Mary Hopkin y Marc Bolan, grabaron en el estudio del sótano hasta que cerró en mayo de 1975. La última actuación en directo de The Beatles, conocida como el Concierto en la Azotea, se produjo en la azotea de este edificio el 30 de enero de 1969, y fue grabada para el documental Let It Be. Las últimas palabras de la banda, dichas por John Lennon mientras la policía ponía fin al concierto tras recibir quejas de un jefe de los oficinistas allí reunidos, fueron I hope we passed the audition («Espero que hayamos pasado la audición»).
En 1969, Nutters of Savile Row modernizó el estilo de la sastrería tradicional, una modernización que continuó en los años noventa con el New Bespoke Movement («nuevo movimiento de sastrería a medida»), en el que participaron los diseñadores Richard James, Ozwald Boateng y Timothy Everest. Con el aumento de los alquileres y las críticas de Giorgio Armani de quedarse anticuados, el número de sastres en Savile Row disminuyó de los aproximadamente cuarenta que había en los años cincuenta a solo diecinueve en 2006. Sin embargo, las empresas de sastrería han aumentado desde 2006; en octubre de 2014, un directorio local incluía a cuarenta y cuatro empresas de sastrería y ropa en Savile Row y sus alrededores. Algunos sastres expresaron en 2005 su preocupación de que un aumento del desarrollo comercial de la zona podía provocar el cierre de las empresas locales, debido a que los sastres —muchos de los cuales fabrican tradicionalmente sus trajes en estudios en los sótanos— podían ser expulsados por el aumento de precios del mercado inmobiliario local.  En 2004 se fundó la Savile Row Bespoke Association para proteger y desarrollar la sastrería a medida practicada en Savile Row y en las calles que la rodean. Junto a otros requisitos, se exige que los sastres miembros empleen al menos cincuenta horas de trabajo en cada traje de dos piezas. La asociación, junto con los propietarios, el Pollen Estate, trabaja en colaboración con el Consejo de Westminster para proteger el patrimonio cultural de la calle bajo la Savile Row Special Policy Area.
La asociación se opuso al proyecto de la empresa estadounidense Abercrombie & Fitch de abrir una tienda de ropa para niños en el 3 de Savile Row, preocupada de que la entrada de cadenas de tiendas en la calle haría aumentar los alquileres, y participó en una protesta en 2012 que consiguió inicialmente sus objetivos. Sin embargo, en 2013 se permitió que Abercrombie & Fitch estableciera una tienda en la calle. A&F recibió de nuevo críticas en enero de 2015 por el color de su tienda, marrón.

## Arquitectura
Se cree que el proyecto arquitectónico original de Savile Row fue realizado por Colen Campbell, mientras que Henry Flitcroft fue el arquitecto principal de los edificios de la calle, bajo la supervisión de Daniel Garrett; aunque los números 1 y 22–23 de Savile Row fueron diseñados por William Kent, que se trasladó al número 2. Todos estos arquitectos estaban bajo la influencia de la interpretación de Burlington de la arquitectura palladiana, conocida como burlingtoniana, que tendría cierta influencia en la arquitectura inglesa del siglo XVI. Cuando los sastres se trasladaron a la calle, las fachadas de las casas fueron alteradas para permitir que entrara luz natural a la zona de trabajo de los sastres: se realizaron fachadas de cristal y patios de luces. Las casas han sido alteradas en gran medida con el paso del tiempo; el diseño original burlingtoniano se ha perdido prácticamente, aunque el número 14 todavía conserva gran parte de los elementos exteriores originales. Cuando la Royal Geographical Society ocupó el número 1, construyeron una sala de mapas con techo de cristal en el patio, un pequeño observatorio astronómico en la azotea, y un nuevo pórtico, que es la base del aspecto actual de la fachada.
Varios edificios de Savile Row están catalogados en la National Heritage List for England; el 1 de Savile Row (6A Vigo Street) con Grado II, el 3 de Savile Row con Grado II*, el 12, 12A y 13 con Grado II (conjuntamente), el 14 con Grado II*, el 17 con Grado II, el 16 con Grado II y el 11 con Grado II*.

## Sastrería

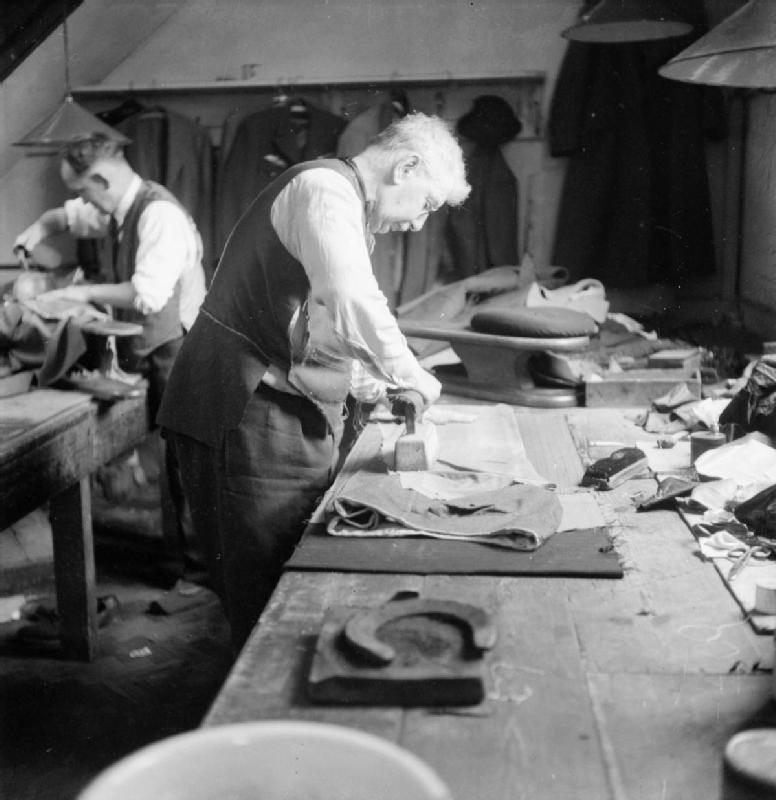
Un sastre planchando un par de pantalones en el taller de Henry Poole & Co en 1944.

La reputación de Savile Row se basa en la sastrería a medida, en la que cada traje se fabrica individualmente. El término inglés bespoke, cuya etimología se desarrolla desde «exclamar» a través de «discutido por adelantado» y significa habitualmente «hecho por encargo», se asoció con la sastrería fina, y los sastres afirman que el término ha estado en uso en la sastrería desde el siglo XVII. Los sastres de Savile Row afirman que bespoke, en relación con la sastrería, significa un traje cortado y hecho a mano; sin embargo, después de una decisión de la Advertising Standards Authority de 2008, el término también se puede aplicar a prendas cosidas a máquina, siempre y cuando estén hechas a medida. En Kilgour & French, por ejemplo, los trajes cuestan al menos 5000 libras. El director creativo Carlo Brandelli no pide disculpas por el coste. Brandelli insiste: «los sastres de la calle han estado vendiendo a un precio inferior al que habrían podido durante generaciones, indudablemente comparados con las casas de alta costura de París».
Entre los clientes de la «milla de oro de la sastrería» se han encontrado Lord Nelson, Napoleón III, Winston Churchill, Carlos de Gales y Jude Law, pero aunque a veces se ha afirmado que Ian Fleming y su personaje James Bond compraban trajes en Savile Row, no hay ninguna evidencia de esto en las novelas; en realidad, tanto Fleming como el personaje Bond llevaban trajes diseñados por sastres que no eran de Savile Row, en particular Anthony Sinclair de la cercana Conduit Street.
Los sastres, atraídos por la condición rica e influyente de los residentes de Savile Row, empezaron a abrir tiendas en la zona a finales del siglo XVIII, primero en Cork Street, en torno a 1790, y posteriormente en la propia Savile Row, alrededor de 1803. Ninguna de estas sastrerías originales continúan activas en la actualidad, aunque Henry Poole & Co, que ayudó a hacer elegante la calle a través del mecenazgo de Eduardo VII, todavía está presente en Savile Row. Poole trasladó la empresa al 32 de Savile Row en 1846, tras la muerte de su padre James Poole, y la empresa está actualmente en el número 15. Henry Poole es considerado el creador del esmoquin, cuando hizo una chaqueta de fumar para el joven Eduardo VII en 1860.

Frederick Scholte hizo más suave la sastrería a principios del siglo XX, cuando desarrolló el traje drapeado inglés para el duque de Windsor. Per Anderson, un alumno de Scholte, hizo evolucionar el estilo «suave» de Scholte y desarrolló así el London cut («corte de Londres»), el estilo de la casa de Anderson & Sheppard. El «corte de Londres» consiste en una sisa alta y pequeña con una generosa manga superior, que permite que la chaqueta permanezca cerca del cuello al mismo tiempo que libera el brazo para que se mueva con comodidad.

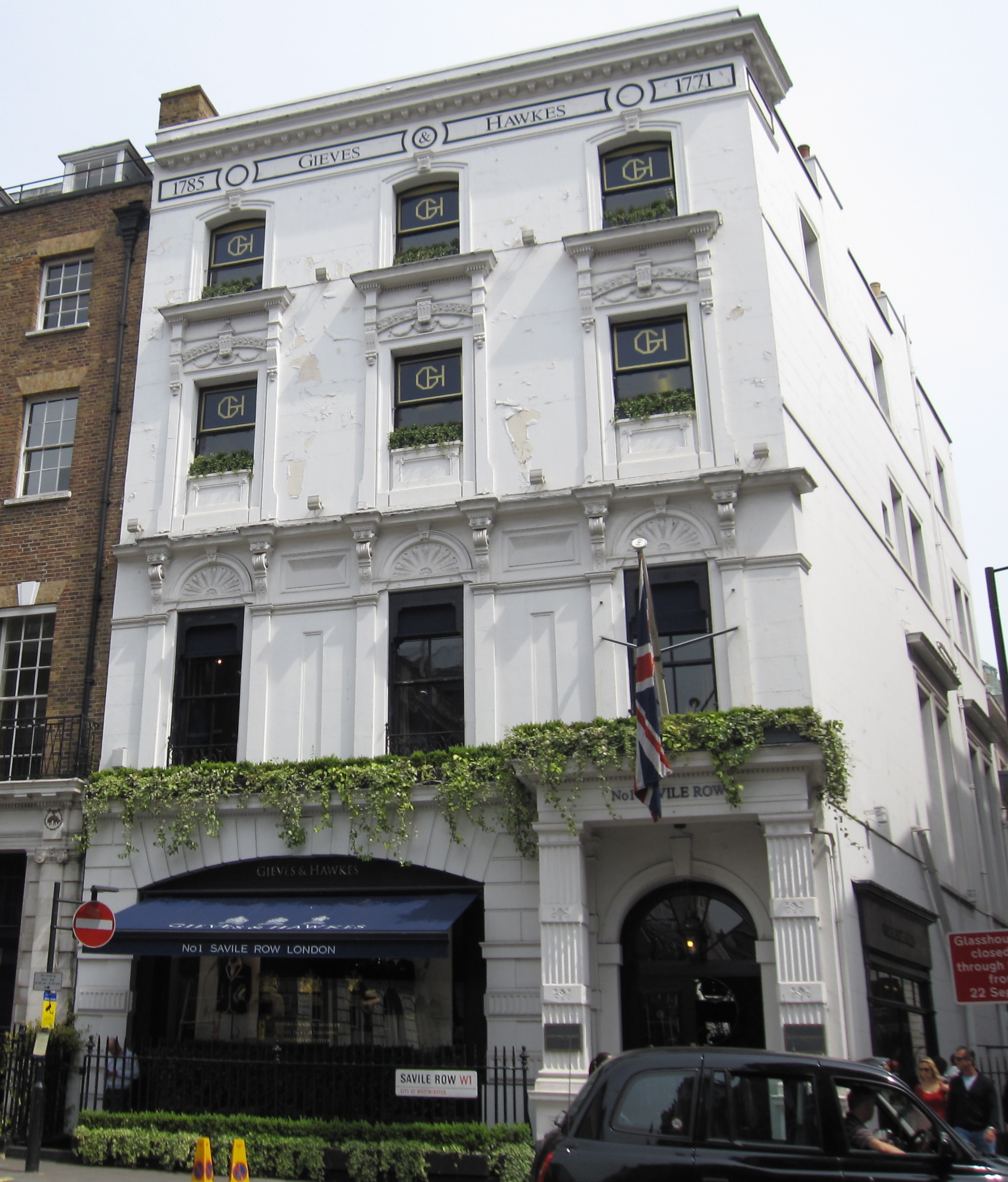
Gieves & Hawkes en el 1 de Savile Row.

Aunque la reputación de las sastrerías de Savile Row se debe a los trajes hechos a medida, Gieves & Hawkes introdujo las ropas prêt-à-porter en la calle. Esta era una empresa formada en 1974 por la fusión de dos empresas que databan de finales del siglo XIX: Gieves, un sastre de la Marina Real fundado en Portsmouth; y Hawkes, un fabricante de gorros londinense y sastre del Ejército Británico. Hardy Amies Ltd amplió aún más el alcance y el atractivo de la moda en Savile Row: en 1961 organizó los primeros desfiles de pasarela de ropa prêt-à-porter para hombres en el Hotel Ritz de Londres, diseñó la equipación para la selección inglesa en el Mundial de 1966 y el vestuario de la película 2001: Una odisea del espacio (1968), y vistió a la reina Isabel II, diseñando el traje que usó para su retrato del Jubileo de Plata en 1977. Hardy Amies fundó la empresa en 1946, renovando los restos del edificio bombardeado del número 14. Aunque Amies vendió la empresa en 2001, esta sigue funcionando en el número 14, ahora bajo el control de Fung Capital.

La modernización de la sastrería continuó en 1969 con Nutters of Savile Row. Nutters of Savile Row fue inaugurada en el Día de San Valentín de 1969 por Tommy Nutter y Edward Sexton, que habían trabajado juntos en Donaldson, Williamson & Ward. Respaldado económicamente por Cilla Black y Peter Brown de los Beatles Apple Corps, Nutters usaba escaparates atrevidos, creados por el entonces desconocido Simon Doonan, y entre sus clientes se encontraban The Beatles, Mick Jagger, Elton John y Andrew Lloyd Webber. Nutter dejó la empresa en 1976 y fue a trabajar a Kilgour. Murió en 1992.
La modernización se había ralentizado a principios de los años noventa; cuando los sastres de Savile Row «luchaban por conseguir relevancia entre una audiencia que se había vuelto cada vez más disociada». Tres sastres, Ozwald Boateng, Timothy Everest (un aprendiz de Nutter's) y Richard James, se hicieron conocidos entonces por revitalizar el estilo de los trajes hechos a medida para el mercado moderno: los tres rompieron independientemente con el molde de Savile Row. El profesional de relaciones públicas Alison Hargreaves acuñó el término New Bespoke Movement («nuevo movimiento de sastrería a medida») para describir colectivamente el trabajo de esta «nueva generación» de sastres. El interés llegó a su máximo en 1997 cuando los tres aparecieron juntos en Vanity Fair. Los recién llegados alteraron sus escaparates y usaron marketing y publicidad en su beneficio; desafiando el estilo tradicional de Savile Row, trajeron cambios y «un buen sentido del color para sus trajes a medida». Ellos «rompieron los límites de la fabricación moderna de trajes y ropa deportiva a medida, creando siluetas más contemporáneas con tejidos más atrevidos», intentaron atraer a clientes famosos, venden sus prendas a través de cadenas de grandes almacenes, y atraen más clientes nacionales e internacionales, elevando el perfil de su nuevo estilo.